# Глобальний маркетинг
Глобальний маркетинг — це маркетинг у світовому масштабі, який узгоджує або використовує глобальні операційні відмінності, подібності та можливості для досягнення глобальних цілей».  
Міжнародний маркетинг — це застосування маркетингових принципів у кількох країнах, компаніями за кордоном. Він здійснюється шляхом експорту продукції компанії в інше місце або вступу через спільне підприємство з іншою фірмою всередині країни, або прямих іноземних інвестицій у країну. Міжнародний маркетинг необхідний для розробки комплексу маркетингу країни як такої. Міжнародний маркетинг включає використання існуючих маркетингових стратегій, інструментів для експорту та стратегії відносин: локалізація, місцеві пропозиції продуктів, ціноутворення, виробництво та розповсюдження з індивідуальними рекламними акціями, пропозиціями, сайтом, соціальними мережами та керівництвом.

## Внутрішній маркетинг
Внутрішній маркетинг складається з маркетингових стратегій, які використовує компанія, щоб дозволити клієнтам придбати продукт або послугу на місцевому ринку 
Внутрішній маркетинг потребує у міжнародної компанії знайомства зі ступенем політичного ризику, якістю кваліфікованих людських ресурсів і природних ресурсів, а також розгалуженнями існуючого та можливого законодавства у відповідних сферах. Зокрема, необхідно дослідити вимоги щодо власності, безпеки, гігієни праці, працевлаштування тощо. 
Ці ринки обмежені законами та правилами країни. Внутрішній маркетинг зазвичай організовується в штаб-квартирі, а впроваджується в цільовій країні.

## Глобальний маркетинг
Глобальний маркетинг покладається на фірми, які розуміють вимоги, пов’язані з обслуговуванням клієнтів на місцевому рівні за допомогою глобальних стандартних рішень або продуктів, і локалізують цей продукт, щоб підтримувати оптимальний баланс вартості, ефективності, налаштування та локалізації в континуумі контролю та налаштування, щоб відповідати місцевим, національним і глобальні вимоги.
Глобальна система впровадження маркетингу та брендингу розповсюджує маркетингові активи, партнерські програми та матеріали, внутрішні комунікації, інформаційні бюлетені, матеріали для інвесторів, рекламні заходи та торговельні виставки, щоб забезпечити інтегровану, комплексну та цілеспрямовану комунікацію, доступ і цінність для клієнтів.

## Елементи глобального маркетингу

### Продукт
Кожен продукт має мінімальний рівень придатності до користування й продажу. 

### Ціна
Ціна продукту змінюється залежно від собівартості виробництва, цільового сегмента та динаміки попиту та пропозиції разом із кількома типами цінових стратегій, кожна з яких пов’язана із загальним бізнес-планом.
Ціна варіюється від ринку до ринку.

### Місце
Місце залежить від точки продажу.
Розповсюдження продукту залежить від конкуренції, запропонованої ринку. Наприклад, Coca-Cola не встановлює торговельні автомати в усіх країнах. У Сполучених Штатах напої продаються ящиками через складські магазини, а в Індії цього немає. Рішення щодо розміщення залежать від позиції продукту на ринку. Наприклад, продукт, який рекламується як недорогий варіант у Франції, призведе до обмеженого успіху у сфері високого класу.

### Просування
Реклама, радіомовлення, звіти в пресі, акції, розпродажі та інші канали просування будуть сприяти визнанню продукту. Це також може включати споживчі схеми, прямий маркетинг, конкурси із призами тощо. 

### Люди
Люди вважаються найціннішим активом кожної компанії. Основні цінності фірм, такі як цілісність, чесність, лідерство, соціальна відповідальність, прагнення до прибутку, прагнення до якісних продуктів і послуг, є причинами лояльності робітників та клієнтів.

### Процеси
Процеси створення та дистрибуції продуктів і послуг є нематеріальними активами, які покращують якість продукту та ефективність кампанії в цілому.

## Переваги
Глобальний маркетинг може призвести до:
- Економія від масштабу виробництва та розподілу
- Менші маркетингові витрати
- Потужність і масштаб
- Постійність іміджу бренду
- Здатність швидко та ефективно використовувати ідеї
- Уніфікованість маркетингової практики
- Допомагає налагодити стосунки поза «політичною ареною»
- Допомагає заохочувати створення допоміжних галузей для задоволення потреб глобального гравця
- Переваги електронного маркетингу перед традиційним маркетингом

## Недоліки
Глобальний маркетинг також може призвести до:
- Відмінності в споживчих потребах, бажаннях і моделях використання продуктів
- Відмінності в реакції споживачів на елементи маркетинг-міксу
- Відмінності в розвитку бренду та продукту та конкурентному середовищі
- Відмінності в правовому середовищі, деякі з яких можуть суперечити правовому середовищу внутрішнього ринку
- Відмінності в доступних установах, деякі з яких можуть вимагати створення абсолютно нових (наприклад, інфраструктура)
- Відмінності в адміністративних процедурах
- Відмінності в продакт-плейсменті
- Можуть виникнути відмінності в адміністративних процедурах і розміщенні продукту